# カードe
カードe（カードイー）、及び上位規格のカードe+（カードイープラス）は、ゲームボーイアドバンス上でミニゲームをプレイしたり、ゲームボーイアドバンスやニンテンドー ゲームキューブのゲームソフトに拡張データを与えるためのプログラムデータが印刷されたカードである。
カードeを扱う機器である『カードeリーダー』（カードイーリーダー）、『カードeリーダー+』（カードイーリーダープラス）についても本項目で取り扱う。

## 概要
デジタル情報が記録されたカードだが、カード自体は電子媒体では無い。通常のトレーディングカードと同じような紙質でテレホンカードより若干大きく、カードの縁に沿って特殊なバーコードが印刷されており、この部分に2キロバイトのゲームデータが含まれている:92。これはオリンパスの二次元コード技術"Dot Code Technology"を利用したものである。QRコード等と比較すると非常に目が細かく、一見すると濃淡のあるグレーの長方形でしかない。
カードeリーダーという周辺機器をゲームボーイアドバンスに接続し、コードを読み込ませることで、そのコードに記録されたプログラムを実行し、文字や音声、映像などを表示することができる:92。この機器は読みとり専用であり、ユーザー側でコードを作成するための手段も公式には存在しない。
カード自体はトレーディングカード、もしくはトレーディングカードゲームの様式で販売される他、雑誌の付録やイベント会場で配布される場合もあった:93。

## カードeリーダーとカードeリーダー+
ゲームボーイアドバンスの発売時点では、2001年秋の発売を目標に開発されていた。実際に日本でカードeリーダーが発売されたのは12月1日であった。後にゲームボーイアドバンスやゲームキューブとの通信機能を追加した上位規格カードe+が発表されて、それに対応してセーブ機能を追加した上位機種カードeリーダー+も2003年6月27日に発売された。
基本的にカードeリーダー+（以下「+」）は旧機種の上位互換であり、「+」で旧規格のカードeを読むことも可能。発売当初は旧機種を下取りする代わりに「+」を安価で提供するサービスも実施された。しかし、ポケモンカードeシリーズの読み込み履歴が保存されるのは旧機種のみである。なおこれは、読み込んだデータではなく、そのカードのナンバーのみが記録される、コレクター向けチェックシートとしての機能である。
また「+」の場合、通信用の端子が邪魔になって、ニンテンドーDSに挿入することはできない。ただし、ニンテンドーDS Liteだと、普通のGBA用ソフトを接続すると出っ張りが生ずる仕様のためか、端子が邪魔になることなく接続でき、通信機能を除く全ての機能を使用可能。ただし、任天堂ではカードeリーダーのニンテンドーDSでの使用は公式には非サポートとしている。
アメリカでe-Readerとして発売されたのは、日本の「+」に当たり、旧機種は発売されていない。日本の「＋」より先に発売された。なお、任天堂の携帯ゲーム機は固定型ゲーム機と異なり、DS(DS Lite含む)までは全世界で共通の規格をもっていたが、カードeリーダー (+) とカードe (+) には独自のリージョンコードが設定されており、日本版の「+」で北米版のカードeを読む事はできない（逆も同様）。

## カードeリーダーとハードの接続方法
カードeリーダー（及びカードeリーダー+）にはゲームボーイアドバンス（以下「GBA」）用カートリッジと同様の端子がついており、それと同様にスロットに挿して使用する。カードeリーダーを挿した本体からは他のカートリッジ同様カードeリーダーは1本のソフトとして認識される。
カードeリーダー+とゲームソフトの通信を行うには、通信相手のソフトに応じた接続を行い、ソフト側で待ち受けの操作を行った上でカードを読み込ませる。

### ゲームボーイアドバンス用ソフトとの接続
GBA用のソフトと通信を行う際は、GBA用の通信ケーブルを使い、通信相手となるソフトを挿したGBAを1P側に、カードeリーダー+を挿したGBAを2P側に接続する。なおどちらのGBAもゲームキューブ+ゲームボーイプレーヤー（以下GBP）の組み合わせでもよい。また1P側のGBAについてはゲームボーイミクロ（以下「GBM」）でもよいが、この場合は通信ケーブルはGBM用のケーブルを用い、カードeリーダー+側はGBM用の変換コネクタを用いて接続することになる。
GBA用の通信ケーブルにはプラグの色（1P側は青紫、2P側は灰色）により指向性があるため、プラグを間違えると通信できない。

### ニンテンドーゲームキューブ用ソフトとの接続
ゲームキューブ（以下「GC」）用のソフトと通信を行う場合は、通信相手となるソフトを起動しているゲームキューブのコントローラ端子とカードeリーダー+を挿したGBAをニンテンドーゲームキューブ GBAケーブルで接続する。
このケースにおいては、ソフトを起動しているGCにGBPを接続していてもそれをカードeリーダー+側のGBAとして用いることはできない。またGBMも物理的にカードeリーダー+を接続できないためカードeリーダー+側のGBAとしては使用できない。

### 接続上の注意点

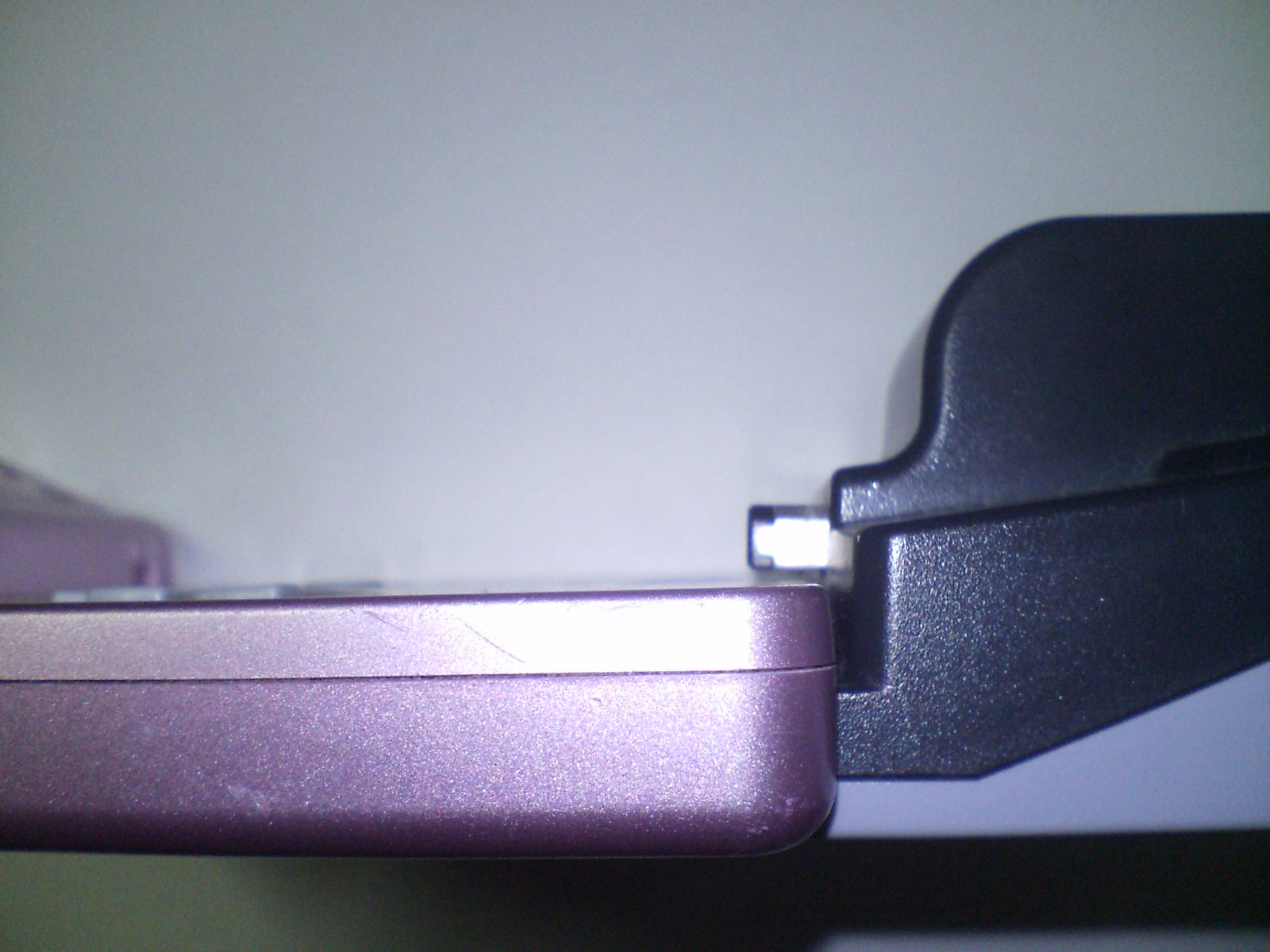
GBASPにカードeリーダー+を接続した場合。

GBAやGBPにカードeリーダー+を挿す場合は本体の通信端子にリーダーの通信端子がつながるが、ゲームボーイアドバンスSP（以下GBASP）に接続する場合は、通信端子の下にある隙間に本体のフレームがかみ合う形となり通信端子がつながらない（写真参照）。そのため、GBASPで使用する場合は通信ケーブルの接続は（リーダー側ではなく）GBASP本体の通信端子を使う事になる。またカードeリーダー+には、GBASPに接続した状態で折りたたんだ際に通信端子と液晶画面のフレームが接触する事による双方の破損を防ぐためのカバーが付属している。

## 使用例
旧規格のカードeでは、読み込ませることでキャラクターの情報が表示されたり、ミニゲームが遊べるものが多い。読み込ませるとパスワードが表示され、間接的にゲームと連動するものもあった。1枚あたりに記録できるデータは限られるため、1つの要素が数枚のカードに分割され、全て読み込ませなければ表示されない場合もある。しかしカードに記録されたゲームで遊ぶ場合も本体を接続したままでなくてはならない。人気の高いトレーディングカードゲームのおまけ要素であった『ポケモンカードe』、間接的にゲーム本編との連動を果たした『どうぶつの森+』のカードはある程度売り上げたものの、データそれ自体をメインに据えた他のタイトルは、ほとんど話題にならずに姿を消した。米国においては過去のファミリーコンピュータのゲームを再現したセットも発売されたが、日本で発売されたそのようなカードは本体同梱のゲーム&ウオッチ『マンホール』のみ。
ゲームボーイアドバンスやニンテンドー ゲームキューブと接続できるカードe+は、ゲームにデータ（キャラクター・ステージ・アイテム等）を追加する目的で使用された。ポケモンカードeのような、カードゲームのおまけとしてのカードe+は存在しない。ある種の拡張パックのような扱いであるが、カードという媒体は非常に安価に生産でき、雑誌の付録やイベントの記念品として配布することが容易であるという特徴がある。これを生かし、『ポケットモンスター ルビー・サファイア』の「きのみが育たなくなるバグ」を修正するアップデートプログラムが記録されたカードe+が配布されたこともあった。

## タイトル一覧

### カードe
- ポケモンカードe
- どうぶつの森+カードe
- とっとこハム太郎カードe
- どーもくんカードe

### カードe+
- ポケットモンスターシリーズ（ポケモンバトルカードe+）
  - ポケットモンスター ルビー・サファイア
  - ポケットモンスター ファイアレッド・リーフグリーン
  - ポケモンコロシアム
  - ポケットモンスター エメラルド
  - ポケモンチャンネル 〜ピカチュウといっしょ!〜（本体同梱と配布のみ）
- ロックマンエグゼシリーズ（改造カード）
  - ロックマンエグゼ4
  - ロックマンエグゼ5
  - ロックマンエグゼ6
- ロックマンゼロ3
- どうぶつの森e+
- F-ZERO ファルコン伝説
- スーパーマリオアドバンス4
- ピクミン2（ゲームとの連動はない）

以下のゲームに対応したカードe+は市販されなかったが、販売促進用に特別なカードが配布された。
- ポケモンピンボール ルビー&サファイア
- マリオvs.ドンキーコング

### 欧米
以下は欧米で発売されたカードe。
- NES Classics
  - ファミリーコンピュータ（NES）のゲームが遊べるカード。『NESカードe』などと呼ばれる場合もある。以下が発売されたタイトルリスト。
    - ドンキーコングJr.
    - バルーンファイト
    - エキサイトバイク
    - ピンボール
    - テニス
    - ベースボール
    - ドンキーコング
    - アイスクライマー
    - マリオブラザーズ
    - アーバンチャンピオン
    - クルクルランド
    - ドンキーコング3
    - ゴルフ
- Mario Party-e
  - 『マリオパーティ』をモチーフにしたカード。カードeリーダーに読み込ませると全11種類のミニゲームが遊べる。カードeリーダーに読み込ませなくとも、カードゲームとして遊べるようになっている。
- Kirby Slide Puzzle 
  - アニメ『星のカービィ』のカード。
- Animal Crossing-e
  - 日本で言う『どうぶつの森+カードe』。内容は日本のものとほぼ同じだが、デザインが変更されており、一部では日本未収録カードも存在しており、一部のデザインカードは日本で発売された『どうぶつの森カードe+』にも収録されている。
- Pokémon Battle-e
  - 日本で言う『ポケモンバトルカードe+』。内容に変化はないが、第1弾の48枚しか販売されていない。海外版ファイアレッド・リーフグリーン及びエメラルドはカードeリーダーに対応しておらず、代わりに同等のデータの一部が予め収録された状態で販売された。
  - また、日本ではイベントなどで配布された『むげんのチケット』を入手できる特別なカードがある。
- Super Mario Advance 4: Super Mario Bros. 3-e
  - 日本で言う『スーパーマリオアドバンス4カードe+』。日本は100種類以上のカードがあるが、海外では50種類にも満たない。日本版とはデザインが違う。